# カルロス・アウベルト・カルヴァーリョ・ダ・シウヴァ・ジュニオール
カルロス（Carlos）ことカルロス・アウベルト・カルヴァーリョ・ダ・シウヴァ・ジュニオール（ポルトガル語: Carlos Alberto Carvlho da Silva Júnior、1995年8月15日 - ）は、ブラジルのサッカー選手。ポジションはFW。

## クラブ歴
2009年、14歳の時にアトレチコ・ミネイロの下部組織に入団。2013年8月10日に行われたカンピオナート・ブラジレイロ・セリエAでホジネイに代わって出場し選手初出場。2014年1月にトップチームに昇格。3月1日にカンピオナート・ミネイロで初得点。2014シーズンはレギュラーとして活躍、9月21日にはライバルのクルゼイロECから得点を奪い3-2でアウェーの勝利を飾った。2017年2月2日に1シーズンの契約でSCインテルナシオナルに期限付き移籍 。2018年4月17日にパラナ・クルーベに期限付き移籍し、ユース時代の監督であるホジェリオ・ミカーレの指導を再び受ける事になった。

## 代表歴
2014年11月27日に2015 南米ユース選手権の予備メンバーに選出されたが、最終メンバーからは漏れた。

## タイトル
アトレチコ・ミネイロ
- コパ・ド・ブラジル: 2014
- カンピオナート・ミネイロ: 2015